# Kemnitz (près de Greifswald)
Kemnitz est une commune de l'arrondissement de Poméranie-Occidentale-Greifswald, Land de Mecklembourg-Poméranie-Occidentale.

## Géographie
Kemnitz se situe entre Greifswald et Wolgast, sur la baie de Dänische Wiek (faisant partie de la baie de Greifswald).
La Hanshäger Bach, une rivière aussi appelée Kemnitz, traverse son territoire.
La commune est sur la Bundesstraße 109 et la ligne de Greifswald à Lubmin.
Elle est composée des quartiers de Kemnitz, Kemnitzerhagen, Kemnitz-Meierei, Neuendorf, Rappenhagen et Schönefeld (historique).

## Histoire
En 1248, un document mentionne la présense d'un moulin à eau. Il brûle en 1894, la meule est devenue un monument.
Kemnitz-Meierei
Kemnitz-Meierei est signalé en 1920 dans les cartes topographiques. C'est alors une dépendance du domaine de Kemnitzerhagen, dénommé "Hof II" par rapport à Müllers Hof, dit "Hof I", au sud de Kemnitz est maintenant déserte.
Neuendorf
Neuendorf est mentionné en 1281 sous le nom de "Nigendorp", comme un des nombreux nouveaux villages.
Rappenhagen
Rappenhagen est mentionné en 1265 sous le nom de "Regenbotenhagen". Il devient en 1618 "Rabenhagen" puis en 1735 "Rappenhagen".
Schönefeld
Schönefeld est mentionné en 1280 sous le nom de "Schonenuuelde". Depuis environ 1753, le lieu est inhabité. Aujourd'hui, on ne peut pas le localiser précisément. On pense que Neuendorf l'a remplacé en s'étendant à l'est sur la base d'une ancienne colonie slave.